# Рока, Алекс
Алекс Рока Виллано (кат. Álex Roca Villaño; 4 июля 1991) — андоррский футболист, защитник. Выступал за юношеские сборные Андорры до 17 и до 19 лет, а также за молодёжную сборную до 21 года.

## Биография

### Клубная карьера
В 2010 году Рока находился в стане испанской команды «Льейда». В сентябре 2010 года стал игроком андоррского «Унио Эспортива Санта-Колома». Летом 2011 года дебютировал в еврокубках, сыграв в двух играх квалификации Лиги Европы против венгерского «Пакша» (0:5 по сумме двух матчей).
В октябре 2011 Рока присоединился к испанском «Масноу», однако в её составе провёл лишь две игры в четвёртом по силе испанском дивизионе. В декабре 2011 года перешёл в «Унио Эспортива Санта-Колома». Зимой 2012 года Рока стал игроком «Андорры», которая выступала во втором дивизионе Каталонии под руководством Хусто Руиса. Вместе с командой занял второе место в турнире, что позволило клубу выступать в Примере Каталонии. Рока сыграл в 14 матчах сезона, забив при этом 2 гола, а также в двух встречах отборочного турнира за право повышения в классе.
Летом 2012 года вернулся в «Унио Эспортива Санта-Колома». Однако, осенью 2012 года вновь выступал за «Андорру». В составе команды получил травму правого колена и не играл несколько месяцев. Рока отыграл за «Андорру» пятнадцать игр в чемпионате Каталонии. Летом 2013 года покинул расположение команды и вновь присоединился к «УЭ Санта-Колома». Сыграл в двух матчах первого квалификационного раунда Лиги Европы против боснийского «Зриньски» (1:4).
Сезон 2013/14 завершился для его команды серебряными медалями чемпионата. В июле 2014 года сыграл в двух матчах в квалификации Лиги Европы против македонского «Металлурга» из Скопье. По сумме двух встреч андоррцы уступили со счётом (0:5). В сезоне 2014/15 его команда стала бронзовым призёром Примера Дивизио. В мае 2016 года стал обладателем Кубка Андорры, в финале турнира его клуб обыграл «Энгордань» (3:0). В сентябре 2016 года в матче за Суперкубок Андорры «Унио Эспортива Санта-Колома» обыграла «Санта-Колому» с минимальным счётом (1:0). В сезоне 2016/17 команда вновь стала обладателем бронзовых наград чемпионата, Рока при этом сыграл в 16 играх и забил 1 гол. Также команда смогла одержать победу в Кубке Андорры.

### Карьера в сборной
Выступал за юношескую сборную Андорры до 17 лет и провёл в её составе шесть матчей. За сборную до 19 лет сыграл также шесть игр. С 2009 года по 2012 год провёл четырнадцать поединков за молодёжную сборную Андорры до 21 года под руководством Хусто Руиса. В молодёжной сборной Рока играл в качестве капитана.
В июле 2012 года сыграл за национальную сборную Андорры в товарищеской игре против клуба «Реус Депортиу» (1:2). В августе 2013 года вызывался в сборную на товарищеский матч против Молдавии, а в сентябре вызывался на матчи квалификации чемпионата мира 2014 против Турции и Нидерландов. В марте 2015 года приглашался на игру против Боснии и Герцеговины.

### Тренерская карьера
В сезоне 2016/17 параллельно с игрой за «Унио Эспортива Санта-Колома», тренировал юношеский состав клуба. Рока является обладателем тренерской лицензии УЕФА PRO. В декабре 2016 года он участвовал в тренировочном процессе литовского клуба «Атеитис». Летом 2017 года являлся тренером футбольного лагеря в Абрау-Дюрсо.

## Достижения
- Серебряный призёр чемпионата Андорры (1): 2013/14
- Бронзовый призёр чемпионата Андорры (2): 2014/15, 2016/17
- Обладатель Кубка Андорры (2): 2016, 2017
- Обладатель Суперкубка Андорры (1): 2016